# Lista över Colombias första damer
Nationens första dam är värd för Casa de Nariño. Befattningen innehas traditionellt av hustru till Colombias president, men det finns en möjlighet att titeln kan tillämpas på kvinnor som inte är presidentens hustru, till exempel när presidenten är ensamstående eller änka, eller när presidentens fru inte kan fullgöra skyldigheterna som första dam. Första damen är inte en vald position; Hon utför inga officiella uppgifter och får inte heller lön. Hon deltar dock i många officiella ceremonier och statliga funktioner vid sidan av eller istället för presidenten. Traditionellt har den första damen inte anställning utanför tjänsten under sin tid i rollen. Nationens första damer leder vanligtvis också styrelsen för Colombian Institute of Family Welfare, ett barnskyddsinstitut som grundats 1968 av den 22:a presidenten Carlos Lleras Restrepo, den främsta promotorn var hans fru, första damen Cecilia de la Fuente de Lleras.
Det har varit totalt 34 första damer, inklusive 33 officiella och 1 agerande, inom 34 första damer. Efter Gustavo Petros invigning den 7 augusti 2022 blev hans fru, Verónica Alcocer, den 33:e officiella första damen.

## Lista
Nedan listas alla första damer i Colombia sedan 1886, 33 av dem var gifta med den nuvarande presidenten, en av dem agerar, och bara en har dött i ämbetet.
| Nr | Bild | Namn                           | Period                           | President                  |
| -- | ---- | ------------------------------ | -------------------------------- | -------------------------- |
| 1  |      | Soledad Román de Núñez         | 1 april 1886−18 september 1894   | Rafael Núñez               |
| 2  |      | Ana de Narváez Guerra          | 18 september 1894−7 augusti 1898 | Miguel Antonio Caro        |
| 3  |      | Nazaria Domínguez              | 7 augusti 1898−31 juli 1900      | Manuel Antonio Sanclemente |
| 4  |      | Matilde Osorio Ricaurte        | 31 juli 1900−7 augusti 1904      | José Manuel Marroquin      |
| 5  |      | Sofía Angulo de Reyes          | 7 augusti 1904−27 juli 1909      | Rafael Reyes               |
| 6  |      | Antonia Ferrero Atalaya        | 7 augusti 1909−7 augusti 1910    | Ramón González Valencia    |
| 7  |      | Isabel Gaviria Duque           | 7 augusti 1910−7 augusti 1914    | Carlos Eugenio Restrepo    |
| 8  |      | Elvira Cárdenas Mosquera       | 7 augusti 1914−7 augusti 1918    | José Vicente Concha        |
| 9  |      | María Antonia Suárez           | 7 augusti 1918–11 november 1921  | Marco Fidel Suárez         |
| 10 |      | Cecilia Arboleda de Holguín    | 11 november 1921−7 augusti 1922  | Jorge Holguín              |
| 11 |      | Carolina Vásquez Uribe         | 7 augusti 1922−7 augusti 1926    | Pedro Nel Ospina           |
| 12 |      | Leonor de Velasco Álvarez      | 7 augusti 1926−7 augusti 1930    | Miguel Abadía Méndez       |
| 13 |      | María Teresa Londoño           | 7 augusti 1930−7 augusti 1934    | Enrique Olaya Herrera      |
| 14 |      | María Michelsen de López       | 7 augusti 1934−7 augusti 1938    | Alfonso López Pumarejo     |
| 15 |      | Lorenza Villegas de Santos     | 7 augusti 1938−7 augusti 1942    | Eduardo Santos Montejo     |
| 16 |      | María Michelsen de López       | 7 augusti 1942−7 augusti 1946    | Alfonso López Pumarejo     |
| 17 |      | Bertha Hernandez de Ospina     | 7 augusti 1946−7 augusti 1950    | Mariano Ospina Pérez       |
| 18 |      | María Hurtado de Gómez         | 7 augusti 1950–13 juni 1953      | Laureano Gómez             |
| 19 |      | Carolina Correa Londoño        | 14 juni 1953–10 maj 1957         | Gustavo Rojas Pinilla      |
| 20 |      | Bertha Puga Martínez           | 7 augusti 1958−7 augusti 1962    | Alberto Lleras Camargo     |
| 21 |      | Susana López de Valencia       | 7 augusti 1962−19 maj 1964       | Guillermo León Valencia    |
| 21 |      | Leding                         | 19 maj 1964−7 augusti 1966       | Guillermo León Valencia    |
| 22 |      | Cecilia de la Fuente de Lleras | 7 augusti 1966−7 augusti 1970    | Carlos Lleras Restrepo     |
| 23 |      | María Cristina Arango          | 7 augusti 1970−7 augusti 1974    | Misael Pastrana Borrero    |
| 24 |      | Cecilia Caballero Blanco       | 7 augusti 1974−7 augusti 1978    | Alfonso López Michelsen    |
| 25 |      | Nydia Quintero Turbay          | 7 augusti 1978−7 augusti 1982    | Julio César Turbay Ayala   |
| 26 |      | Rosa Helena Álvarez            | 7 augusti 1982−7 augusti 1986    | Belisario Betancur         |
| 27 |      | Carolina Isakson de Barco      | 7 augusti 1986−7 augusti 1990    | Virgilio Barco             |
| 28 |      | Ana Milena Muñoz de Gaviria    | 7 augusti 1990−7 augusti 1994    | César Gaviria              |
| 29 |      | Jacquin Strouss Lucena         | 7 augusti 1994−7 augusti 1998    | Ernesto Samper             |
| 30 |      | Nohra Puyana de Pastrana       | 7 augusti 1998−7 augusti 2002    | Andrés Pastrana            |
| 31 |      | Lina Moreno de Uribe           | 7 augusti 2002−7 augusti 2010    | Álvaro Uribe               |
| 32 |      | María Clemencia de Santos      | 7 augusti 2010−7 augusti 2018    | Juan Manuel Santos         |
| 33 |      | María Juliana Ruiz             | 7 augusti 2018−7 augusti 2022    | Iván Duque                 |
| 34 |      | Verónica Alcocer               | 7 augusti 2022−                  | Gustavo Petro              |